# Yakuza (jeu vidéo)
Pour les articles homonymes, voir Yakuza (homonymie).
Yakuza (龍が如く, Ryū ga Gotoku, litt. « Comme un dragon ») est un jeu vidéo développé par Amusement Vision et édité par Sega, sorti en 2005 sur la console PlayStation 2.
Produit par Toshihiro Nagoshi, dirigé par Ryuta Ueda et scénarisé par l'écrivain Hase Seishū, Yakuza est jeu d'action-aventure qui prend pour cadre le monde de la mafia japonaise. Il est basé sur l'exploration d'un quartier populaire de Tokyo (inspiré du quartier Kabukichō) et sur des combats de rue. Réalisé avec un faible budget, le jeu est un succès critique et commercial, en particulier au Japon. Il a donné suite à cinq nouveaux épisodes, un préquel, cinq spin-offs et à une adaptation cinématographique, réalisée par Takashi Miike.
L'histoire se déroule en 2005, dans le district fictif de Kamurochō. Le récit suit le parcours de Kazuma Kiryū, un ex-yakuza qui a passé dix ans en prison pour avoir endossé le meurtre de son oyabun. De retour dans ses anciens quartiers, il enquête sur la disparition de Yumi, une amie d'enfance, et prend sous sa protection Haruka, une petite fille en détresse à la recherche de sa mère. L'ancien « Dragon de Dōjima » se retrouve mêlé aux événements qui secouent le clan Tōjō : le vol de dix milliards de yens et les conflits de succession.
Un portage en haute définition est sorti au Japon sur PlayStation 3 en 2012 et sur Wii U en 2013.
Un remake intitulé Yakuza Kiwami, développé par le Ryu ga Gotoku Studio est sorti sur PlayStation 3 et PlayStation 4 en 2016 au Japon, en 2017 dans le reste du monde sur cette dernière, en 2019 sur Microsoft Windows, en 2020 sur Xbox One et sur Nintendo Switch en 2024.

## Système de jeu

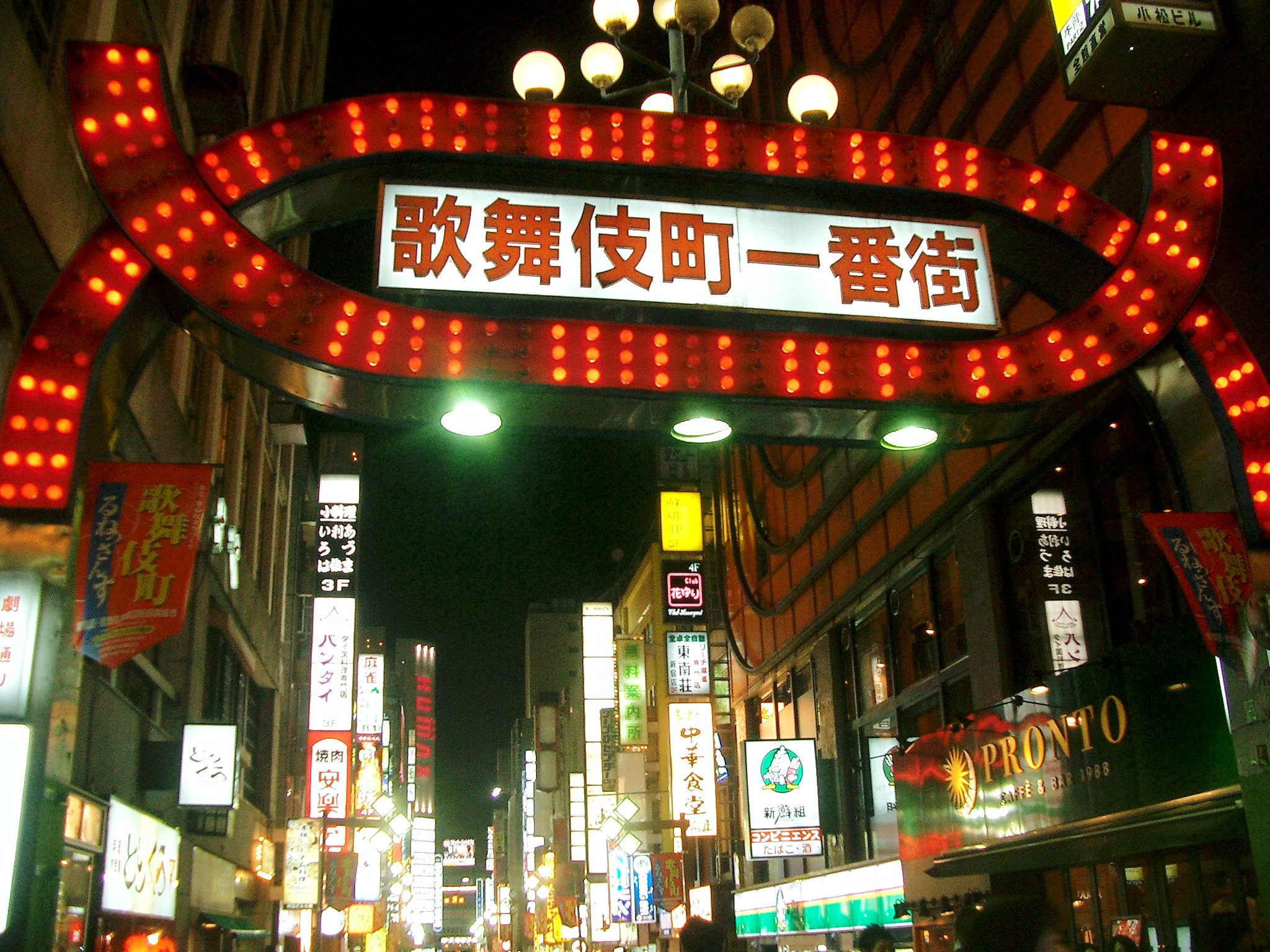
Une des portes d'entrée de Kabukichō, reproduite dans le jeu.

Yakuza est un jeu d'action-aventure qui mêlent des phases d'exploration et d'action. La progression est découpée en 13 chapitres. Le déroulement du jeu s'apparente à celui d'un jeu vidéo de rôle, avec des phases de jeu non-linéaire, qui fournissent l'occasion d'explorer la ville, et des phases de jeu linéaire, en lien avec la trame principale. Le jeu se termine en une vingtaine d'heures environ.
Dans le « mode aventure », Kazuma Kiryū se déplace librement dans le quartier piétons de Kamurochō, avec la possibilité d'entrer dans des commerces et d'interagir avec des personnages, et de gérer un porte-monnaie et un inventaire. Les objectifs de missions, ou suites d'objectifs, consistent généralement à retrouver des personnages, à rejoindre des lieux ou à récupérer des objets. Leur réalisation peut être mise en suspens pour découvrir la ville, accomplir des sous-scénarios, jouer à des mini-jeux et, indirectement, préparer le personnage aux prochaines difficultés réservées par la trame principale. Les pérégrinations du héros dans la ville sont régulièrement interrompues par des affrontements aléatoires (et secondaires) contre des yakuza revanchards, des petits délinquants ou des salaryman échaudés.
Le « mode combat » est caractéristique du beat them all, avec des confrontations violentes où le héros se trouve généralement en infériorité numérique. Kazuma maîtrise une palette de techniques de combats pied/poing étendue à laquelle il peut substituer des armes, principalement contondantes. Le système d'évolution du personnage, qui tend à affuter ses capacités physiques et à élargir ses compétences techniques, est basé sur des points d'expérience.

### Quêtes annexes et mini-jeux
Le jeu propose plus de 70 quêtes annexes qui prennent la forme d'événements plus ou moins banals de la vie quotidienne et se déclenchent au hasard des promenades en discutant avec des personnages non-jouables. Les quêtes, généralement interdépendantes, exige parfois des prérequis pour être débloquées. Certaines apportent un éclairage supplémentaire sur l'intrigue (Yayoi Dōjima, la « fausse » Mizuki).
Une des curiosités du jeu est la possibilité d'entretenir une relation avec une hôtesse de bar. Le but du jeu est de séduire la jeune femme en réagissant avec tact à des moments-clés des dialogues. L'entreprise de séduction, qui s'étend dans le temps, amène à glaner des informations sur la personnalité des filles et pousse à la consommation (cadeaux, repas) et abouti à une quête annexe avec, à la clé, un rendez-vous elliptique à l'hôtel et une photo souvenir...
Le jeu contient aussi une variété de mini-jeux qui permettent de remporter des objets : retrouver 50 clés de casiers publics disséminés dans le décor, gagner des tournois de combats clandestins, réaliser des séries de home run dans une centre de baseball, ne pas s'endormir lors de séance de massage, maximiser la confiance d'Haruka en lui faisant découvrir la ville, etc. Il y a aussi des jeux plus traditionnels comme des UFO Catcher, des jeux de casino (baccara, blackjack, roulette), des machines à sous et un jeu de dés. Généralement librement accessibles, ils sont parfois intégrés dans des sous-scénarios (par exemple, défier un ancien joueur pro de baseball dans la chapitre 6).

### Objet, inventaire et argent

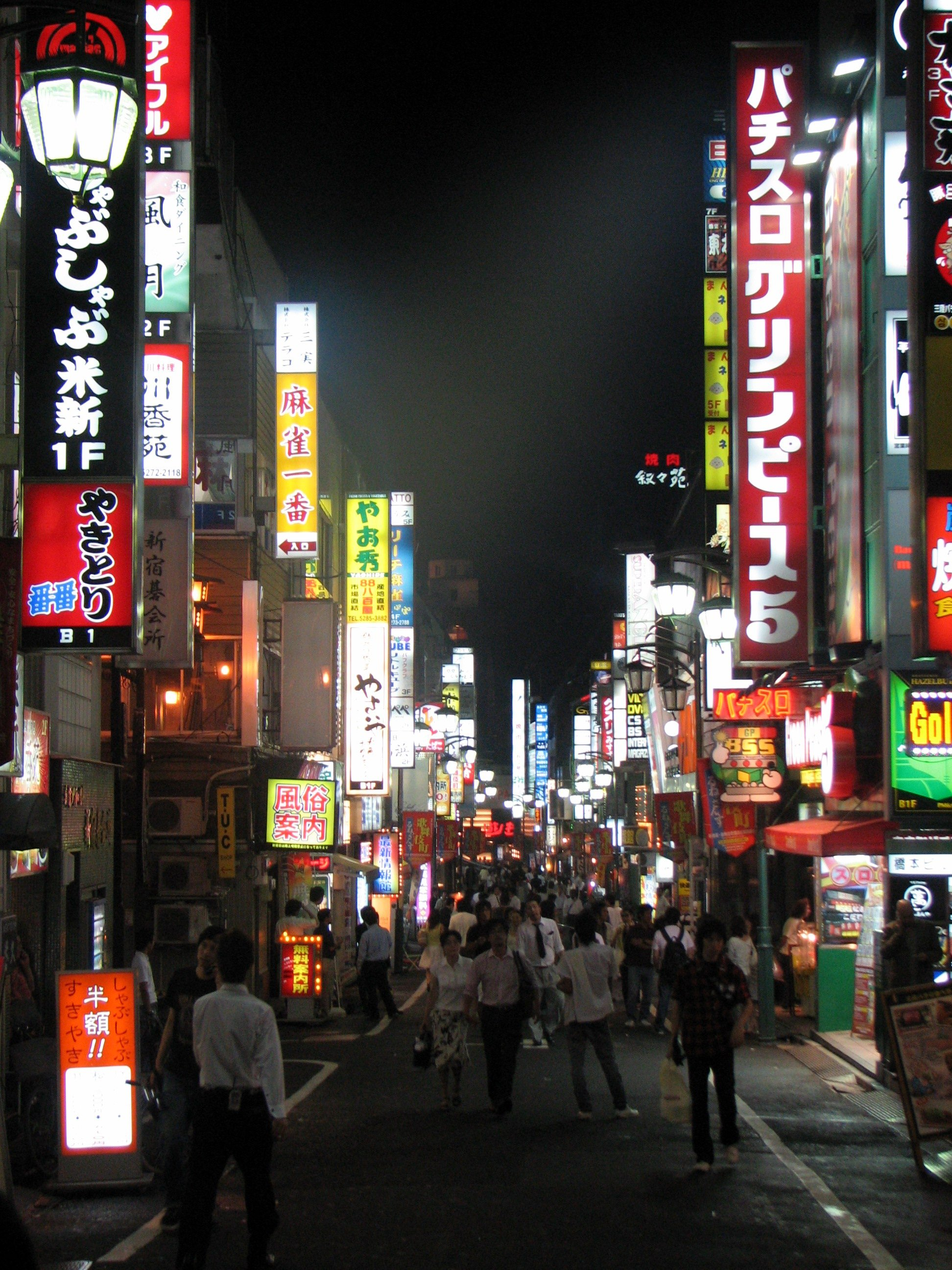
Ruelle caractéristique de Kabukichō.

L'achat de biens et de services permet de renforcer la constitution du héros (se nourrir, se soigner), d'acquérir de nouvelles armes et de nouveaux équipements, ou simplement de se divertir (jouer, flirter, collectionner des objets). Le personnage débute l'aventure avec un pactole de 30 000 yens, qui peut être renfloué en remportant des combats inopinés, en accomplissant des sous-scénario rémunérés, en remportant des mini-jeux ou en déposant des objets de valeurs chez un prêteur sur gage.
Le menu Inventaire donne accès aux objets en possession du personnage. Kazuma peut transporter jusqu'à quatre armes et neuf objets avec lui. Des coffres de stockage, disposés dans des lieux-clés, peuvent accueillir le surplus d'objets. L'inventaire donnent aussi accès à une carte, qui met en évidence les lieux-clés de la ville, à un téléphone portable, qui permet de recevoir des appels et des messages SMS de personnages, à des documents, qui décrivent le profil de personnalités et d'organisations du jeu, à un mémento, qui rappelle les objectifs des missions et des sous-scénarios en cours, et aux objets spéciaux qui ne peuvent être revendus ou jetés (manuels de combat, photo de Yumi, etc.).

### Combat
Les techniques de combat comprennent une parade, une esquive, des coups de poing et de pied, rapides ou puissants, qui sont à la base d'enchaînements variés appelés combos, des prises qui permettent de déplacer les ennemis et peuvent être enchaînés de coups de poing, de tête, de genou ou d'une projection, et des mouvements spéciaux « fièvre ». Ces derniers sont des attaques contextuelles, puissantes et spectaculaires, qui peuvent être déclenchées lorsque la « jauge de fièvre » est dans une zone maximale (cf. furie). Cette jauge augmente à chaque coup porté et baisse à chaque temps mort ou coup reçu. La perte de « fièvre » peut être limitée en provoquant l'adversaire (mais le personnage baisse sa garde).
La capacité d'attaque peut être accrue par l'utilisation d'une arme contondante, voire d'une arme blanche ou à feu, parmi plus d'une centaine proposées (batte de baseball, poing américain, sabre, club de golf, vélo, thermos, etc.). Elle peut être directement ramassée sur le lieu des échauffourées et ne sont utilisables qu'un nombre limité de fois (elles se brisent ou s'épuisent à l'usage). La capacité de défense peut être renforcée par le port d'un objet spécial. Il est possible d'acheter et de vendre des armes en entrant en contact avec des receleurs.
Le système d'évolution du personnage est basé sur des points d'expérience, acquis à l'occasion des repas, des quêtes annexes et des combats. Les points d'expérience peuvent être répartis sur trois types de capacités : le shin (l'esprit), qui a trait à la jauge de fièvre, le gi (la technique), en rapport aux techniques de combats, et le tai (le corps), lié à la jauge de vie et à la technique d'esquive. Au fur et à mesure, le personnage étoffe sa palette de coups et renforce sa constitution (vitesse de l'esquive, efficacité de la parade, taille de la jauge de santé, maximisation de la jauge de « fièvre »). Un autre moyen d'apprendre de nouvelles techniques est de devenir l'apprenti d'un maître en arts martiaux (techniques de contre-attaque, de rétablissement, etc.).

## Univers fictionnel
Le scénario est écrit par le romancier Hase Seishū. L'histoire empreinte les codes du film de Yakuza : le héros ténébreux, violent mais dévoué et intègre ; les drames humains consécutifs aux déchirements familiaux et claniques ; le traitement réaliste de Tokyo et de ses quartiers hédonistes et interlopes. Le récit, scindé en treize chapitres, se déploie à travers plus de quatre heures de scènes cinématiques.

### Résumé de l'histoire
En 1980, Kazuma Kiryū, Akira Nishiki, sa jeune sœur Miko, et Yumi Sawamura, tous quatre orphelins, sont élevés à l'orphelinat des Tournesols, sous la bienveillance de l'oyabun Shintarō Fuma (Kazama dans la version japonaise et Kiwami). À l'adolescence, les deux garçons laissent derrière eux leurs sentiments inavoués pour Yumi et sont enrôlés dans le monde des yakuza à Tokyo, dans la famille Dōjima, affiliée au clan Tōjō. Le clan Tōjō est l'organisation yakuza la plus influente de la région du Kantō ; son 3e président est Masa Sera. Le clan regroupe de nombreuses familles, notamment les familles Dōjima, Fuma et Shimano.
En 1995, Kazuma Kiryū a acquis une solide réputation dans le milieu. Surnommé « le Dragon de Dōjima », on le voit déjà fonder sa propre famille. Avec Akira Nishiki, son fidèle ami resté quelque peu dans son ombre, et Yumi Sawamura, ils ont l'habitude de se retrouver au Serena, un bar privé tenu par Reina. Leur destinées vont vaciller un soir d'octobre quand Yumi se fait abuser par Sōhei Dōjima, le chef de famille Dōjima. L'intervention de Nishiki tourne au bain de sang : l'oyabun est criblé de balles. Quand Kazuma arrive sur les lieux du drame, il exhorte Nishiki de fuir avec Yumi, en état de choc. Kazuma décide de porter la responsabilité et le déshonneur de l'homicide. Il est jugé coupable malgré la conviction contraire de Mako Date, le policier chargé de l'enquête. Peu après son incarcération, Kazuma reçoit la visite de son « apprenti », Shinji Tanaka, qui lui transmet une lettre d'expulsion du clan Tōjō (à son grand étonnement, sa tête n'est pas mise à prix). Yumi, qui souffre d'amnésie depuis l'incident, s'est enfuie de l'hôpital et reste introuvable depuis.
En décembre 2005, Kazuma, la trentaine, est libéré sur parole. Peu avant sa libération, il reçoit une lettre de Shintarō Fuma, qui désire le rencontrer. Son ami d'enfance, Akira Nishiki a changé depuis le meurtre de l'oyabun, la disparition de Yumi et la mort quasi consécutive de sa sœur. Il a tourné le dos à Shintarō Fuma et fondé sa propre famille avec l'ambition de mettre la main sur le clan Tōjō. Récemment[Quand ?], Nishiki a demandé l'ouverture d'un conseil exceptionnel où il a contraint le président du clan, Masa Sera, à révéler la disparition de 10 milliards de yens dans les caisses. La nouvelle sème le trouble dans l'organisation et le président Sera est assassiné peu après, engageant une guerre de succession interne entre Akira Nishiki et Futo Shimano. Celui qui mettra la main sur les 10 milliards de yens aura toutes les chances d'être choisi à la tête de l'organisation. L'existence d'un testament désignant le successeur pourrait cependant contrecarrer leur plans.
Avec l'aide de Shinji Tanaka, agent double infiltré dans la famille Nishiki pour le compte de Shintarō Fuma, Kazuma se rend incognito au QG du clan Tōjō à l'occasion de l'enterrement du président Sera. Shintarō Fuma lui explique que la disparition de 10 milliards de yens et de Yumi sont liées mais n'a pas le temps d'en dire davantage, pris pour cible par un tireur isolé. Repéré par les hommes de Futo Shimano, Kazuma parvient à s'échapper, bien aidé par l'intervention de Shinji Tanaka et de Mako Date. Mako Date, la quarantaine, est détective au département de la Police Métropolitaine de Tokyo. Depuis l'affaire du meurtre de 1995, sa vie familiale et professionnelle est en complète déliquescence; il a été transféré de la section homicide à l'unité anti-crime organisé et enquête actuellement sur le meurtre de Sera. Il va désormais faire équipe avec Kazuma pour éclaircir l'affaire, ce qui ne manque pas d'attirer l'attention de ses supérieurs. Durant son investigation, Kazuma fait la rencontre fortuite de Haruka, une fillette de 9 ans qui recherche sa mère, Mizuki. Tout porte à croire que Mizuki est la sœur « cachée » de Yumi. La fillette est poursuivie par les familles affiliées au clan Tōjō, qui convoitent son mystérieux pendentif. Kazuma décide de la protéger.
Haruka se fait enlever par les hommes de Gorō Majima, dit le « Fou furieux », lieutenant de la famille Shimano. Kazuma et Date retrouvent la trace de la fillette grâce à l'aide de Kage, l'« informateur légendaire », qui vit au Purgatoire, le monde souterrain de Kamurochō.  Nishiki et Kazuma se retrouvent au bar Serena, comme d'antan. Nishiki explique que rien ne peut le détourner de son but : prendre la tête du clan Tōjō. Quand il avoue avoir tiré sur Fuma à l'enterrement, Kazuma le frappe sans qu'il ne réagisse. Devant le refus de Kazuma de lui confier la fillette, Nishiki dit qu'ils ne sont désormais plus des frères et quitte le bar.
À son retour au purgatoire, Kazuma apprend la disparition de Haruka. La triade Snake Flower, menée par Lau Ga Long, un vieil ennemi de Kazuma, est derrière le rapt. Des années en arrière, Kazuma avait été sauvé de ses griffes par Fuma. Kazuma se rend dans le quartier chinois de Yokohama pour libérer la fillette. Il découvre que la triade ne convoite pas le pendentif mais la fillette elle-même. Kazuma apprend qu'une organisation gouvernementale, le Bureau des Informations Ministérielles (BIM), est partie prenante de l'affaire.

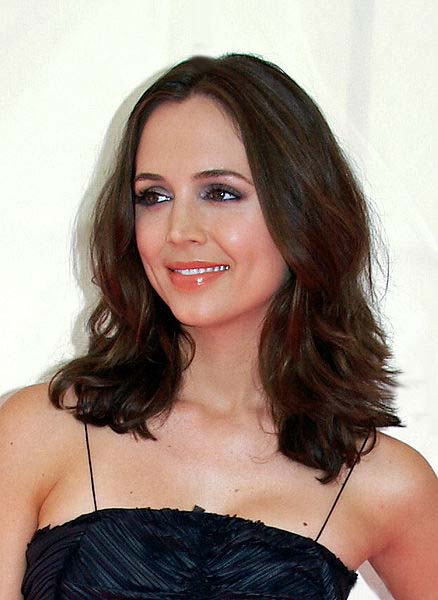
L'actrice américaine Eliza Dushku prête sa voix à Yumi Sawamura.

Kazuma et Date soupçonnent Reina de les doubler. Quand ils retournent au Serena, ils découvrent un bar saccagé et une lettre d'excuse de Reina. Par amour pour Nishiki, elle lui transmettait les informations. Dans un élan désespéré de se racheter, la jeune femme a tenté d'assassiner Nishiki. Reina et Shinji Tanaka sont désormais poursuivis par ses hommes. Kazuma intervient trop tard : tous deux sont sauvagement assassinés. Alors que Kazuma se rend dans un soapland à la recherche d'un contact, l'établissement est pris d'assaut par les hommes de Shimano. Kazuma parvient à se défaire de l'imprévisible Gorō Majima.
Kazuma rencontre ensuite Shintarō Fuma sur les quais de Shibaura (non loin du Rainbow Bridge). L'oyabun lui signifie l'implication de Kyōhei Jingu, ancien officier de police, représentant au parlement japonais et directeur du BIM. Peu après les événements de 1995, Jingu fut l'amant de Yumi alors qu'elle était encore amnésique. De cette relation hors-mariage est née Haruka. Après s'être marié avec la fille du premier ministre et être devenu un homme public de premier plan, Yumi et Haruka sont devenus gênantes pour sa carrière. Jingu traitait en parallèle avec le clan Tōjō pour blanchir de l'argent. Il a demandé à Sera de faire assassiner Yumi et Haruka, mais ce dernier a refusé, influencé par son plus proche conseillé : Shintarō Fuma. Les deux hommes ont organisé la disparition de Yumi, qui a entretemps recouvré la mémoire, créé l'identité de Mizuki comme couverture et placé Haruka à l'orphelinat des Tournesols. À la suite de ses liaisons dangereuses avec Jingu, le président Sera se sentait en danger. Lorsqu'il a rédigé son testament, il s'en est remis à Shintarō Fuma pour choisir le nom de son successeur. Yumi a organisé le vol de l'argent sale de Jingu, les dix milliards de yens, et les a entreposés dans une salle de son bar l'Arès, au sommet de la Tour Millenium, dans le but de le détruire. Après ses révélations, le bateau est assailli par les hommes de la famille Shimano. La famille Fuma reçoit l'aide des hommes du clan Terada, affiliée à l'Alliance Omi, originaire du Kansai. En voulant protéger Haruka, Shintarō Fuma est mortellement blessé par une grenade lancé par Shimano qui meurt également, tué par balles par Terada. Avant de mourir, il remet à Kazuma le testament de Sera et lui révèle la véritable cause à leur lien : il est le meurtrier de ses parents. Kazuma le considère malgré tout comme son véritable père.
Kazuma et Haruka se rendent au dernier étage de la Tour Millenium pour retrouver Yumi. La rencontre est interrompue par l'arrivée de Jingu et des forces spéciales du BIM. L'homme politique véreux a collaboré avec Nishiki mais il prévoit de le trahir et de détruire le clan Tōjō au profit de l'Alliance Omi (le second épisode révèle qu'il s'agit en particulier du clan Go-Ryu). Lorsque Jingu dévoile ses plans à Kazuma, celui-ci brandit le testament de Sera : « Je suis le 4e président du clan Tōjō. ». Kazuma défait Jingu mais Nishiki intervient à son tour. Nishiki n'était pas dupe des véritables intentions de Jingu et son objectif reste la présidence du clan Tōjō. Kazuma et Nishiki se lancent dans un combat fratricide. Alors que Kazuma prend le dessus, Jingu réapparait et tue froidement Yumi. Nishiki l'empoigne et l'entraîne avec lui dans la salle du coffre avant de la faire exploser. Une pluie de billets virevolte dans le ciel obscur de Kamurochō.
Kazuma a perdu ses trois plus proches mais se raccroche à Haruka qu'elle considère comme son oncle. Il renonce au poste de président du clan Tōjō et choisi Terada, un homme de confiance de Fuma, pour lui succéder. Décidé à changer de vie, il quitte le monde des yakuza et le quartier de Kamurochō en compagnie de Haruka.

## Développement
Selon Sega, le budget du jeu et de sa suite est de 2,4 milliards de yens (21 millions de dollars USD) de l'époque. Les producteurs du projet sont Toshihiro Nagoshi (superviseur général) et Masayoshi Kikuchi. Ryuta Ueda, le directeur artistique salué de Jet Set Radio (2000), assure la direction créative du jeu (Hiroyuki Sakamoto, pour les adaptations étrangères). Le scénario est supervisé par Hase Seishū, un auteur de roman policier réputé. Le producteur Masayoshi Kikuchi et le game designer Hiroyuki Sakamoto sont deux autres membres-clés du projet, contribuant avec force détails à l'univers du jeu et à la scénarisation des quêtes annexes. L'équipe est pour plus de la moitié composée d'anciens membres des divisions Amusement Vision et Smilebit. Le développement s'est étalé sur deux années.
Le thème Yakuza est peu rencontré dans le jeu vidéo. L'idée de Toshihiro Nagoshi est d'exprimer le « grand drame humain » propre au monde yakuza, plutôt que de simplement s'appuyer sur l'expression de la violence. Kamurochō est largement inspiré de Kabukichō, un quartier populaire et « chaud », de l'arrondissement de Shinjuku à Tokyo. Le premier best-seller de Hase Seishū, Fuyajo (1996, Sleepless Town), dépeignait déjà les méandres de Kabukichō, la « ville sans sommeil ». Le district de Roppongi fut aussi une source d'inspiration.
Le jeu implémente de véritables marques commerciales, dont les plus connues sont Don Quijote, une chaîne de hard-discount, et Suntory, fabricant et distributeur de boissons (gamme de whisky célèbre, chaîne Boss Coffee, C.C. Lemon, Pepsi). De nombreuses marques de spiritueux américaines et européennes sont ainsi présentes. Les développeurs ont démarché de multiples entreprises mais la nature du jeu fut souvent rédhibitoire.
Le moteur du « mode combat » est totalement original mais les développeurs se sont basés sur le système de combat de SpikeOut, un beat them all de Sega.
Le jeu est seulement doublé en anglais dans les versions occidentales, et possède différents sous-titres dont le français. Le casting d'acteurs comprend des célébrités américaines du cinéma et de séries télévisées, comme Michael Madsen, Michael Rosenbaum, Eliza Dushku ou Mark Hamill.

### Doubleurs japonais et anglais
- Kazuma Kiryū

(ja) Takaya Kuroda
(en) Darryl Kurrylo
- Haruka

(ja) Rie Kugimiya
(en) Debi Derryberry
- Akira Nishiki

(ja) Kazuhiro Nakatani
(en) Michael Rosenbaum
- Yumi Sawamura  / Mizuki

(ja) Miyako Uesaka
(en) Eliza Dushku
- Futo Shimano

(ja) Naomi Kusumi
(en) Michael Madsen
- Reina

(ja) Junko Mihara
(en) Rachael Leigh Cook
- Gorō Majima

(ja) Hidenari Ugaki
(en) Mark Hamill
- Masa Sera

(ja) Ryūji Mizuki
(en) Alan Dale
- Sai no Hanaya / Kage

(ja) Yoshiaki Fujiwara
(en) Dwight Schultz
- Mako Date

(ja) Kazuhiro Yamaji
(en) Bill Farmer
- Shintarō Fuma

(ja) Tetsuya Watari
(en) Roger L. Jackson
- Kyohei Jingu

(ja) Hirooki Yoshida
(en) Robin Atkin Downes
- Shinji Tanaka

(ja) Takafumi Yamaguchi
(en) Daniel Capellaro
- Lau Ka Long

(ja) Makoto Tatsuzawa
(en) James Horan
- Saya Date

(ja) Akina Okada
(en) Nan McNamara

## Musique

### Ryū ga Gotoku Ryū ga Gotoku 2 OST
- Compositeurs : Hidenori Shoji, Hideki Sakamoto, Norihiko Hibino, Sachio Ogawa, Keitaro Hanada, Fumio Ito, Yuri Fukuda, Takahiro Izutani
- Arrangeur : Hidenori Shoji
- Chanteurs : Eri Kawai, Makotch, Yuri, Tomica, So Yoki
- Date de sortie : 25 janvier 2007 au Japon
- Éditeur : Wave Master
- N° catalogue : HCV-0287
- Durée : 140 minutes
- CD 1

1. Service Games 2005
2. Receive You
3. Roar of the Dragon
4. Unrest
5. Blow To The City
6. Funk Goes On
7. son of a gun
8. Scarlet Scar
9. Intelligence For Violence
10. id
11. The End Of The Drama
12. Pray Me
13. Receive You The Prototype
14. Turning Point
15. For Who's Sake
16. Amazing Grace ~Quartet Arrange~
17. Poison Pill
18. Hideout
19. Singin' Bass
20. Clear Starlit Sky
21. Coming To My Life
22. Receive You ~Remix Version~
23. Extract Medley From Original Score

- CD 2

1. Service Games 2006
2. As a man, As a brother
3. Roar of the Twin Dragons
4. Emergency
5. Push Me Under Water
6. Tracker
7. Outlaw's Lullaby
8. No Laughter
9. Block Head Boy
10. Blaze
11. Face To Face
12. North Menace
13. West Insanity
14. Edges
15. Slyboots
16. Evil Itself
17. Hit & Kill
18. The Grudge
19. Beast Itself
20. Wirepuller
21. Bad Fortune Flower
22. A Scattered Moment
23. Silent Night, Holly Night ~Arrange Version~
24. Kamuro Setsugekka
25. Management
26. Drinking Call
27. ADAM's Champagnecall

La direction sonore est assurée par Hidenori Shoji, qui a composé la majorité des musiques de jeu avec les contributions additionnelles de Keitaro Hanada et Sachio Ogara. La bande-son est dominé par des morceaux rock dynamiques, à base de guitare basse et de guitare électrique, et comprend aussi des ambiances plus jazzy. Eri Kawai interprète le célèbre Amazing Grace dans le générique de fin. Le double album est sorti le 25 janvier 2007 au Japon.

## Commercialisation
Le titre est commercialisé le 8 décembre 2005 au Japon, le 5 septembre 2006 aux États-Unis (50 $) et le 15 septembre 2006 en Europe (50 €). La sortie du jeu est accompagnée de la diffusion d'un moyen-métrage réalisé par Takeshi Miyasaka, Ryū ga Gotoku: Jissha-ban (disponible en DVD puis en téléchargement sur le site web du jeu). Il constitue un prologue à l'histoire développée dans le jeu.
Yakuza s'écoule à 232 000 exemplaires en décembre 2005 au Japon. Le titre est réédité le 26 octobre 2006 dans la gamme budget the Best et réapparait dans le Top 10 hebdomadaire des ventes japonaises. Les ventes japonaises s'élèvent à 870 000 exemplaires au 31 mars 2007, contribuant aux bons résultats des exercices 2006 et 2007 de la branche jeu vidéo familiale de Sega Sammy,. 
Yakuza devient une franchise majeure de la compagnie Sega au Japon. Suivent trois nouveaux épisodes et une adaptation cinématographique, Ryū ga Gotoku: Gekijō-ban, réalisée par Takashi Miike. En février 2007, Sega annonce avoir écoulé 1,7 million de jeux Yakuza et Yakuza 2 dans le monde,.

### Version HD
Le 1er novembre 2012, une version HD regroupant Yakuza et Yakuza 2 sort sur PlayStation 3. Au-delà de l'aspect graphique et du ratio de l'image, l'éditeur annonce des temps de chargement optimisés ainsi que quelques options supplémentaires. Il sera ainsi possible de réarranger ses objets à partir des bornes téléphoniques ou bien de voir la liste des plats consommés dans les différents restaurants. Un patch sortira le 1er novembre 2012 proposant un mode Easy et permettant d’accélérer le remplissage de la jauge de Heat. Quelques mois plus tard, le 8 août 2013, le jeu HD sort sur Wii U. En plus des mêmes améliorations que la version PS3, cette version est intégralement jouable sur le Wii U GamePad. Il s'agit là de la première incursion de la série sur un support autre qu'une console Sony. Que ce soit sur PlayStation 3 ou sur Wii U, ce portage HD n'est pas sorti du territoire japonais.

### Yakuza Kiwami
Un remake intitulé Yakuza Kiwami est sorti le 21 janvier 2016 au Japon sur PlayStation 3 et PlayStation 4. Le jeu est sorti en Amérique du Nord et en Europe le 29 août 2017. Si les voix sont en japonais, les sous-titres sont en anglais, comme c'est déjà le cas depuis le second épisode.

## Accueil
| Média                | Note                   |
| -------------------- | ---------------------- |
| 1UP.com              | A-                     |
| Dengeki PlayStation  | 85, 85, 90, 75 sur 100 |
| Edge                 | 8 sur 10               |
| Eurogamer            | 8 sur 10               |
| Famitsu              | 10, 10, 9, 8 sur 10    |
| Gamekult             | 7 sur 10               |
| Gameblog             | 8 sur 10               |
| GameSpot             | 7,4 sur 10             |
| IGN                  | 8.2 sur 10             |
| Joypad               | 7 sur 10 (PS2)         |
| Compilation de notes |                        |
| GameRankings         | 77 sur 100             |
| Metacritic           | 75 sur 100             |

Yakuza est bien reçu par la critique qui salue son ambiance immersive, ses combats dynamiques et son scénario touffu. L'expérience est jugée unique. Peu de jeux ont jusqu'alors exploré la culture yakuza avec une telle profondeur et autant d'authenticité. À cet égard, l'absence des voix originales japonaises est regretté dans les versions occidentales.
« Ce qui est excitant, ici, ce sont les possibles que cette variété d'objets, de personnages et de situations laisse entrevoir, l'impression frappante que cet univers de polygones et de bits existe réellement derrière l'écran. Qu'importe donc que le titre ne s'impose pas comme un pur chef-d'œuvre de gameplay. On préfèrera largement prendre et apprécier Yakuza pour ce qu'il a réussi à créer : une plongée singulière, dépaysante et finalement très attachante dans le monde de la mafia japonaise.  »
— Eric Simonovici, Overgame

## Postérité

### Yakuza dans le jeu vidéo

#### Série principale
Yakuza 2 (2006) est la suite directe de l'épisode original. L'histoire oppose le clan Tōjō au clan Go-ryū, originaire d'Osaka (avec en arrière-plan, l'opposition entre les régions du Kantō et du Kansai) ainsi qu'à un mystérieux syndicat mafieux coréen, Jingweon, réminiscence d'un événement tragique à Kamurochō au début des années 1980. Kazuma Kiryū est amené à faire équipe avec Kaoru Sagawa, policière d'Osaka, et deux détectives de la police de Tokyo : le compère Mako Date et l'impitoyable Shirō Kawara. L'aventure contient trois quartiers à explorer : Kamurochō, Sōtenbori et Shinsei.
Yakuza 3 (2009) est une nouvelle aventure de Kazuma Kiryū et Haruka se déroulant à Okinawa et à Tokyo. Il s'agit du premier épisode sorti sur PlayStation 3
Yakuza 4 (2010). Pour la première fois le jeu propose d'incarner 4 personnages différents :  Kazuma Kiryū, Shun Akiyama, un prêteur sur gages, Saejima Taiga, un repris de justice condamné pour meurtres, et Masayoshi Tanimura, un ancien policier.
Yakuza 5 (2012). Le joueur incarne tour à tour Kiryū Kazuma, Saejima Taiga, Haruka Sawamura, Shun Akiyama, et Tatsuo Shinada, un ancien joueur de baseball professionnel. Le jeu bénéficie d'un nouveau moteur et propose de se balader dans cinq lieux différents à travers le Japon.
Yakuza Zero (2015). Il s'agit d'une préquelle du premier Yakuza puisque cet épisode se passe en décembre 1988. On y incarne Kiryü Kazuma et Goro Majima qui sont dans une mauvaise posture. Kazuma doit laver son honneur à la suite de la mort d'un civil et Majima, exclu du clan Tojo, doit tuer une personne pour retrouver la confiance du clan et le réintégrer.
Yakuza 6 (2016). Sous-titrée "The song of Life", c'est le dernier épisode de l'arc narratif concernant Kiryü Kazuma.

#### Spin-off
Yakuza Kenzan! (2008), est un épisode dérivé qui prend place à l'époque d'Edo, au XVIIe siècle. Le personnage principal est Kazumanosuke Kiryū, un garde du corps indépendant. Il est approché par une fillette dénommée Haruka, qui lui demande de tuer un homme, Musashi Miyamoto. Mais ce nom était celui de Kazumanosuke avant d'en changer pour effacer son passé.
Kurohyō: Ryū ga Gotoku Shinshō (2010). Premier épisode sur PlayStation Portable. L'histoire se déroule à Kamurocho, un quartier de Tokyo. Le jeu propose d'incarner Ukyo Tatsuya, un jeune délinquant qui va se voir contraint par un odieux chantage à combattre dans une arène clandestine...
Yakuza: Dead Souls (2011). Il s'agit d'un spin-off dans lequel il faut chasser les zombies hors du quartier de Kamurocho. Le joueur incarne tour à tour quatre personnages : Kazuma Kiryu, Shun Akiyama, Goro Majima, un bandit un peu survolté et Ryuji Goda, un ancien chef yakuza armé d'un bras bionique.
Kurohyō 2: Ryū ga Gotoku Ashura Hen (2012) est la suite de Kurohyō : Ryū ga Gotoku Shinshō. Le joueur retrouve Ukyo Tatsuya aux prises avec un groupe de criminels d'Osaka qui a décidé de faire main basse sur toutes les arènes clandestines du pays.
Yakuza Ishin (2014). L'histoire se déroule à l'époque Bakumatsu, en 1868. Le personnage principal est Sakamoto Ryôma, accusé à tort du meurtre d'un notable. Il s'agit du premier épisode sorti sur PlayStation 4.

### Yakuza au cinéma
Ryū ga Gotoku: Jissha-ban, réalisé par Takeshi Miyasaka, est un prologue cinématographique de 43 minutes destiné à promouvoir la sortie de l'épisode original (diffusé en DVD puis sur le site officiel). L'histoire remonte jusqu'au jour de la rencontre entre Kazuma, Nishiki et Yumi à l'orphelinat des Tournesols et s'arrête à la nuit du meurtre du capitaine de clan Tōjō et l'emprisonnement de Kazuma. Il est sous-titré en anglais.
Ryū ga Gotoku: Gekijō-ban, réalisé par Takashi Miike, est l'adaptation cinématographique de l'épisode original, sortie le 3 mars 2007 au Japon. C'est la première fois qu'un cinéaste japonais de premier plan est impliqué dans la réalisation d'un film basé sur un jeu vidéo. Le film se réapproprie l'œuvre original au gré d'importants remaniements; la trame délaisse notamment le thème de l’amitié anéantie avec Nishiki et met l'accent sur l'adversité exaltée avec Gorō Majima.